# Saint-Prouant
Saint-Prouant är en kommun i departementet Vendée i regionen Pays de la Loire i västra Frankrike. Kommunen ligger i kantonen Chantonnay som tillhör arrondissementet La Roche-sur-Yon. År 2022 hade Saint-Prouant 1 671 invånare.

## Befolkningsutveckling
Antalet invånare i kommunen Saint-Prouant
| Referens: INSEE |